# Dijkhuizen (De Wolden)
Dijkhuizen is een buurtschap in de gemeente De Wolden in de Nederlandse provincie Drenthe. De buurtschap is gelegen ten noordoosten van Ruinerwold aan de weg naar Haakswold.

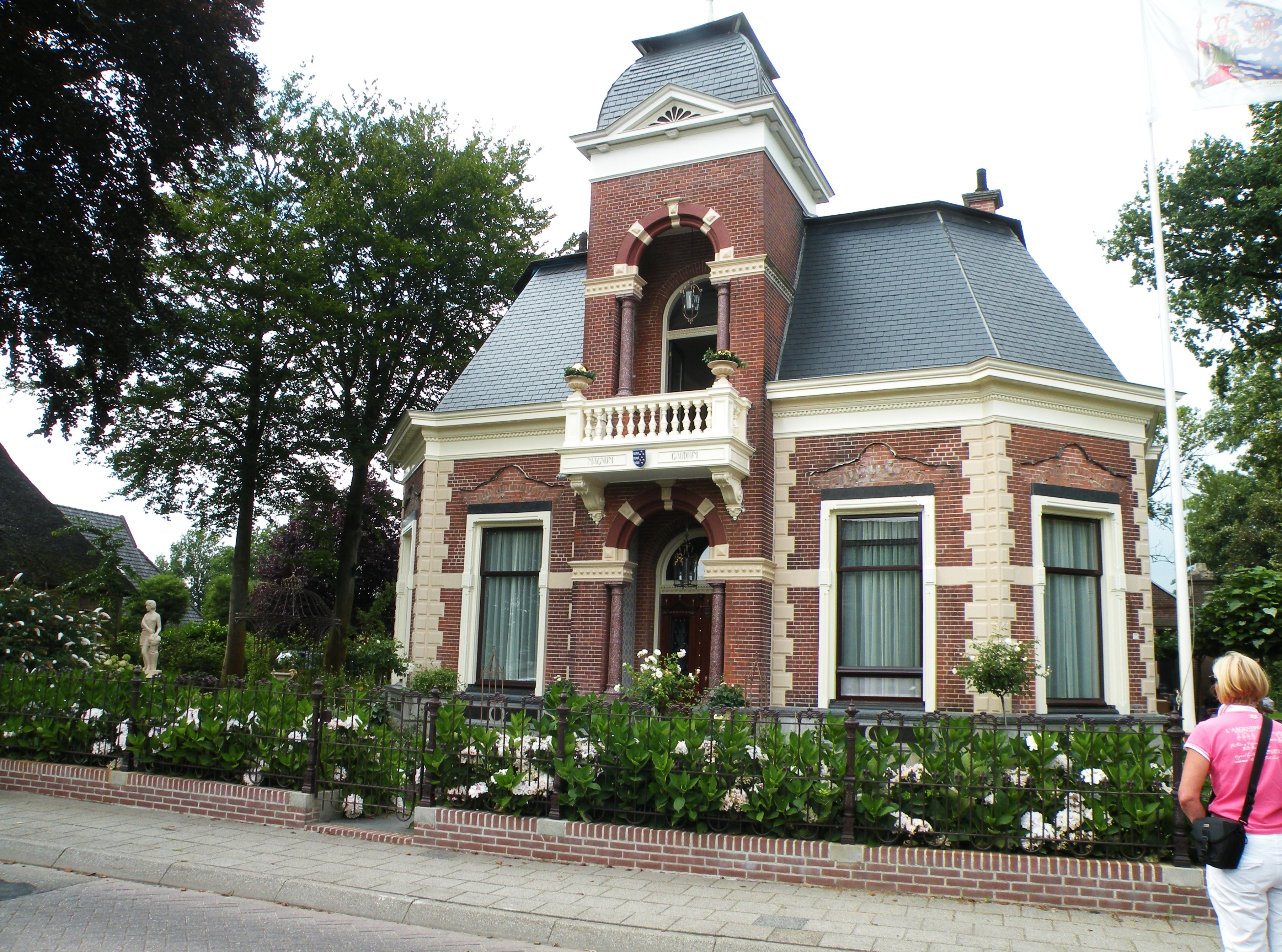
Dijkhuizen 13, rijksmonument

Dorpen en Buurtschappen: Alteveer · Ansen (deels) · Berghuizen · Drogteropslagen · Echten · Eursinge · Fort · Haakswold · Hees · Kerkenveld · Koekange · Koekangerveld · Linde · Oldenhave · Oosteinde · Ruinen · Ruinerweide · Ruinerwold · Veeningen · Weerwille · de Wijk · Zuidwolde

Overige kernen: Anholt · Armweide · Bazuin · Benderse (deels) · Blijdenstein · Bloemberg · Braamberg (deels) · Buitenhuizen · Bultinge · Dickninge · Dijkhuizen · Drogt · Dunningen · Eemten · Engeland · Gijsselte · Haalweide · Hoge Linthorst · Kraloo (deels) · Kraloo · Leeuwte · Lubbinge · Lunssloten · Middelveen · Nolde · Noordwijk · Oosterwijk · Oshaar · Oud Veeningen · Paardelanden · Pieperij · Rheebruggen · Schottershuizen · Schrapveen · De Stapel · Steenbergen · Struikberg · De Stuw · Ten Arlo · De Tippe · Vuile Riete · Wemmenhove · Witteveen (deels) 

Drenthe: Steden en dorpen      Nederland: Provincies · Gemeenten